# Viola maviensis
Viola maviensis är en violväxtart som beskrevs av Horace Mann. Viola maviensis ingår i släktet violer, och familjen violväxter. Inga underarter finns listade i Catalogue of Life.